# Supermatch
Supermatch fue un programa de juegos y competencias emitido desde 1992 hasta el 2011 por la cadena de televisión argentina Telefe. El programa era una reedición de la serie australiana It's a Knockout, emitido entre 1985 y 1987. La versión original del programa australiano se emitió sábados y domingos al mediodía a partir de 1992. La versión editada "argentinizada" se emitió por primera vez en 1997, era promocionada como "los nuevos juegos de Supermatch", a las 17 hs. Esta versión contó con la narración de Juan Carlos Mendizábal y Ronnie Arias. Pese al éxito, duró solo ese año por el poco material. Y tuvo repeticiones hasta 2011.

## Temática
Los participantes, divididos en cuatro equipos, debían competir entre ellos a través diferentes pruebas de diversa complejidad para ganar puntos y alzarse como el equipo ganador al final de cada emisión, la cual duraba media hora. Si bien en el programa refería que los equipos provenían diferentes localidades argentinas, en la versión original, cada equipo representaba un estado de Australia: Nueva Gales del Sur (NSW), Victoria (VIC), Queensland (QLD) y Australia Meridional (SA) en los equipos rojo, azul, amarillo y verde respectivamente. En cada competición, el equipo ganador sumaba cuatro puntos por alcanzar el primer lugar y dos puntos para el segundo lugar; los últimos dos equipos no recibían ningún punto. En ocasiones, alguno de los cuatro equipos podía conseguir en forma aleatoria un comodín capaz de duplicar el puntaje obtenido. El equipo que acumulara la mayor cantidad de puntos en las pruebas era el ganador del día, si hay un empate entre cualquiera de los 2 equipos entre segundo y tercer puesto son 3 puntos, si empatan 3 juntos son 1 punto cada uno.

## Producción de la versión editada (1997)
En 1996, Marcela Duarte, la productora de Telefe, fue contactada por Gustavo Yankelevich, quien era el gerente de programación, pidiéndole armar un programa de entretenimiento con base en viejos capítulos de It's a Knockout, de origen australiano, que había sido transmitido en el año 1992 por Telefe en su versión original.
Tras haber hecho una selección con los capítulos que se conservaban en mejor calidad, la producción comenzó a editar masivamente todo el material a fin de darle más dinamismo, más ritmo y mejor adecuación al público argentino: la música de presentación fue un gran acierto: se tomó la canción Village People Vs Mr Jazz Y.M.C.A. y se cambió el estribillo agregándole la melodía de Supermatch. También se agregaron mediante le edición: la tabla de puntajes, los efectos de sonido y detalles gráficos como las flechas y las estrellas durante los juegos fueron agregados por la misma producción.
Luego decidieron doblar las voces a modo de relatores y comentaristas, de manera similar a cualquier competición deportiva, por lo que contrataron a los presentadores Juan Carlos Mendizábal y Ronnie Arias para que hicieran ese trabajo. El proceso de grabación para el doblaje era extremadamente largo: casi diez horas por día durante seis meses.
La música que se utilizó como cortina para las emisiones de Supermatch también fue un agregado de la producción. Ésta es una versión remixada de YMCA, hecha por Mr. Jazz e interpretada por los Village People.

## Reparto
Uno de los primeros en ser llamado fue Ronnie Arias, quien había trabajado previamente en la radio interpretando varios personajes y que posteriormente le sirvió como inspiración para crear a Peter en Supermatch. En una entrevista comentó que no había un guion entre los actores para relatar; todo era de manera improvisada mirando los videos, relatando y grabando. Salvando excepciones, tenían total libertad para relatar en la manera que ellos creyeran necesario:

"Era comedy impro, no había nada. Veíamos el video y hablábamos y se grababa. Era todo improvisación. Era ir y sentarse frente a un monitor a delirar, era como de fumados. Cada tanto se escuchaba a la Duarte, decir: 'No, Ronnie. Te fuiste a la mierda, vamos de nuevo que ésto es un programa para chicos'. Y me miraban todos con un odio... El límite lo ponían pero estaba para romperlo, entonces era desafiarnos a ver quién iba un poco más lejos cada vez."
Ronnie Arias

Juan Carlos Mendizábal, por otro lado, había trabajado previamente como periodista deportivo y relator de fútbol. Esto permitió añadirle un ritmo deportivo a las emisiones que contrastaba con los comentarios humorísticos de Arias. El resto del elenco lo compuso Victoria Sus (actriz reconocida posteriormente por su trabajo en la película de Madonna: Evita), y Alejandro Korol. Ellos y otros humoristas más eventualmente irían rotando en cada emisión doblando a los diversos referis que aparecían en el programa original y además acompañando los comentarios de Mendizábal y Arias.
Sobre el reparto, Marcela Duarte comentó:

"También había reidores, era un grupo de gente que trajimos especialmente para eso. Entre ellos estaba Cuca, una señora grande, de unos 60 y pico de años, que estaba ahí riéndose de los chistes. Era todo una locura y muy divertido. [...] Yo era la que tenía que estar controlando que no se fuera todo de las manos. Parar una grabación era lo peor que se podía hacer, pero ellos se iban tanto de mambo que los tenía que frenar."
Marcela Duarte

## Recepción
La respuesta de la audiencia fue mayormente positiva. Fue concebido originalmente como una serie de programas que cubrirían una grilla de verano y sin embargo se continuó repitiendo durante toda la década del 90 hasta el 2011. La producción relataba que los felicitaban tanto a ellos como a los dobladores por su trabajo y que además recibían cartas de muchas escuelas constantemente para que les manden saludos durante el programa.
Debido al éxito inesperado, la gente comenzó a pedir más capítulos. Sin embargo, había pocos capítulos del material original debido a que solo hubo tres temporadas, por lo que la producción se vio obligada a reeditar sobre lo que ya estaba grabado y mezclar cada competencia de diferentes maneras para evitar la repetición lo menos posible.
Ronnie Arias relató en su programa de radio que aún hasta el día de hoy encuentra diversos grupos de fanáticos por redes sociales (principalmente en Facebook, Taringa y Twitter) en los cuales la gente sigue recordando a Supermatch, ganándose el mérito de serie de culto.

## Efecto Mandela
Por algún motivo muchos se confunden y piensan que la versión editada de Pichuqui y Ronnie empezó en 1992. Esto es un error. En 1992 se emitió la versión original, con los conductores originales australianos en pantalla. La recordada por la mayoría es la versión de 1997, la de Pichuqui y Ronnie.

## Última emisión
Durante el 2011 fue el último año en que Supermatch se emitió, principalmente por dificultades técnicas de remasterizar el material a alta definición. La productora Marcela Duarte declaró que tenía intenciones de continuar repitiéndolo pero debido a la mala calidad del material al pasarlo de un sistema a otro era imposible, por lo que dejó de emitirse definitivamente.